# Рифтеры (трилогия)
«Рифтеры» (англ. Rifters) — цикл научно-фантастических романов канадского писателя Питера Уоттса из трёх частей: Морские звёзды (англ. Starfish, 1999 г.), Водоворот (англ. Maelstrom, 2001 г.), Бетагемот (англ. βehemoth, 2004 г.). Последний роман разбит на 2 части — «Бета-макс» и «Сеппуку», которые в оригинале были изданы в формате отдельных книг из коммерческих соображений. В русском переводе Николая Кудрявцева первая часть была опубликована в 2012 г. издательством «Астрель» и «Астрель-СПб», вторая — в 2015 г. издательством «АСТ» в серии «Сны разума», последняя выпущена в том же году также издательством «АСТ» в переводе Ю. Вейсберга и Г. В. Соловьёвой.

## Сюжет
Действие происходит в недалёком будущем — примерно в середине XXI века, по другим оценкам, чуть позже — XXII—XXIV в.
Организм на основе пиранозильной РНК, зародившийся более 2 млрд лет назад, обитает на дне Тихого океана в источнике Чэннер на хребте Хуан де Фука, но сдерживается от распространения температурным барьером на этой глубине. Но ситуация изменяется, когда глобальный энергетический конгломерат «Энергосеть Н’АмПасифик» (англ. N'Am-Pac Grid Authority) строит на рифте геотермальную электростанцию «Биб» (англ. Beebe). Люди, обслуживающие работу станции, становятся переходной фазой для выхода этого организма за пределы своей узко ограниченной ниши обитания: сначала он перемещается в их тела (так как они обеспечивают достаточно тёплую среду), затем вместе с ними в экосистему на поверхности Земли. Способный получать питательные вещества из множества источников и обладающий исключительно быстрым метаболизмом, он стремительно размножается и заражает её. Также он переходит биологическо-механический барьер и заражает глобальную компьютерную сеть, «Водоворот», превращая её в неконтролируемую массу информационного мусора и вирусов («дикую фауну»). Люди, обнаружив присутствие организма на земле, дают ему название «Бетагемот» и, узнав о его разрушительном действии на жизнь на основе ДНК, разворачивают повсеместную борьбу с ним.

### Морские звёзды
В целях безопасности и для обеспечения возможности выживания обслуживающего персонала станции на смертельных для нормального человеческого организма глубинах эти люди подвергаются биоинженерной и генетической модификации (замена одного из лёгких сложным аппаратом для дыхания под водой, модулятор голоса, контактные линзы для улучшения способности восприятия яркости света, гидрокостюмы, а также гены, кодирующие адаптированные для этой среды белки), то есть фактически становятся киборгами. Их называют «Рифтерами», это слово и даёт название всей трилогии.
Необходимость долгой работы без возможности контакта с людьми также налагает специфические требования к психологическому профилю, и для этого подбираются люди с соответствующими склонностями и привыкшие жить в постоянном стрессе, для которых такая среда представляется оптимально подходящей. Так что существование вблизи океанского дна в полной изоляции даёт им чувство защищённости, недоступной в обычной жизни на Земле. Однако оно оказывается сопряжено с массой опасностей, в том числе исходящих от коллег: поскольку все они имеют психологические проблемы и тяжёлое прошлое (жертвы насилия, участники войн, преступники), отношения между ними складываются крайне сложно. Но главной опасностью является смертельный вирус; в попытке изолировать его носителей «Энергосеть» взрывает станцию. В финале выживают только Лени Кларк и Кен Лабин; тело Лени становится носителем вируса, когда она выбирается на землю.

### Водоворот
Взрыв провоцирует землетрясение и цунами катастрофических масштабов, и когда Лени Кларк оказывается на западном побережьем Северной Америки, там царит хаос. Он усугубляется эпидемией, источник которой она несёт в своём теле и распространяет по миру, одержимая жаждой мести, выяснив, что её воспоминания о пережитом насилии являются ложными и были внедрены искусственно. Для сдерживания и борьбы со стремительно распространяющимся заражением и экологической катастрофой создаётся отдел быстрого реагирования «Управление по ликвидации нестабильности комплексных систем» (УЛН). В Северной Америке организуется жёсткий карантинный режим, беженцы содержатся в огромном гетто вдоль побережья — «Полосе», контролируемые с помощью повсеместно распространяемых препаратов. Отдельные области выжигаются дотла вместе со всем живым, что подверглось заражению. Правительства и глобальные корпорации, неспособные из-за бесконечных разногласий действовать сообща, передают принятие большинства важных решений искусственному интеллекту.
Лени Кларк становится олицетворением культа Мадонны Разрушения, а также возникает связь между ней и вышедшим из-под человеческого контроля Водоворотом. Они, в свою очередь, взаимодействуют между собой, образуя синергическую разрушительную силу, защищающую героиню от преследующих её Кена Лабина, агента УЛН Ахилла Дежаржена и Су-Хон Перро, оператора бота-усмирителя «Н’АмПасифик».
Привилегированные сотрудники «Энергосети» организуют глубоководное убежище, «Атлантиду», куда следует за ними и Лени Кларк.

### Бетагемот
Проходит 5 лет, и между сотрудниками «Энергосети» и выжившими рифтерами устанавливается хрупкое перемирие, поскольку они вынуждены совместно спасаться на глубине от эпидемии, хотя рифтеры ненавидят «корпов», как их уничижительно называют, за то, что те с ними сделали, подобно творению Франкенштейна, а «корпы» боятся рифтеров как постоянного напоминания о беззащитности их собственных тел перед средой. Обнаруживаются признаки заражения ещё более опасным вирусом — Бета-макс. Рифтеры обвиняют корпов в попытке убить их с его помощью. Лени Кларк и Кен Лабин выясняют, что вирус действительно был создан и распространён искусственно, но не корпами; кто-то в «Н’АмПасифик» узнаёт о существовании «Атлантиды». Герои вынуждены снова перебраться на сушу Североамериканского континента, где УЛН ещё ведёт свою деятельность, которая может лишь отсрочить неизбежное. Для борьбы с Бетагемотом внедряется новое средство, названное Сеппуку, и, возможно, несущее в себе потенциальные риски, связанные с изменением генетического кода. Последним аванпостом УЛН командует Ахилл Дежарден; ему известно, что Сеппуку постепенно самоустраняется из организма после уничтожения Бетагемота, не приводя к смерти, но он скрывает это, поскольку это угрожает его власти. Движимая раскаянием, Лени пытается участвовать в мерах по спасению от пандемии. В финале вместе с Кеном они идут на штурм позиций Ахилла.
Разделение части на 2 книги выполнено лишь по требованию издателей, тем не менее подчёркивается стилистически: для большей части сцен первой книги, действие которых происходит в океане, используется настоящее время, тогда как события, место действия которых разворачивается на земле (составляющие основную часть «Сеппуку»), описываются в прошедшем времени.

## Персонажи
Главная героиня — Лени Кларк — из-за своих воспоминаний о сексуальном насилии в детстве испытывает огромные трудности с социальными контактами, в частности, с коллегами-рифтерами на станции «Биб». Поначалу она даже производит впечатление первого «кандидата на выбывание», и с трудом верится, что именно она станет лидером этой группы неблагополучных личностей. Это образ жертвы, отвергнутой и униженной, которая, однако, решает перестать быть слабой и нанести ответный удар. Лени олицетворяет собой бунт против несправедливости и бесчестности системы. При этом образ противоречив, действия героини непоследовательны, часто нелогичны, и их цель неясна. Тем не менее Уоттс проявляет свой талант в том, что заставляет читателя (хотя и не любого) всё же сопереживать ей, несмотря на всё, в чём её обвиняют, одновременно негодуя из-за отсутствия справедливого возмездия для неё.
Кен Лабин — наёмный убийца, моральными принципами которого «Энергосеть» управляет с помощью генной инженерии. Некоторым читателям он может показаться бездушным убийцей, но он оказывается единственным, кому Лени Кларк отчасти доверяет, и они в итоге оказываются вынуждены заключить своего рода союз для совместных действий по спасению мира.
Лени и Кен, как и другие рифтеры, выдерживают своего рода проверку на экстремальные условия, причём это обеспечивается их предрасположенностью к ним благодаря пережитому искалечившему их психику опыту. Они сами, как и Бетагемот, являются экстремофилами, способными на невозможное; эта идея Уоттса прослеживается и в «Ложной слепоте».
Ахилл Дежарден — садист и психопат, нездоровые желания которого сначала ограничиваются виртуальным миром, поскольку его сдерживает «Трип вины» — искусственный биохимический регулятор чувства морали, используемый «Энергосетью» для претворения своих действий. Но когда его коллега Элис Джовелланос заражает его противовирусом «Спартак», рассчитывая, что собственная совесть Ахилла заменит действие «Трипа вины», он утрачивает вообще всякое чувство вины и превращается в маньяка.
Патриция Роуэн — одна из руководителей «Энергосети», ответственная за её действия, которые приводят к многочисленным жертвам. Однако она оправдывает их, по крайней мере перед своей совестью, необходимостью избежания ещё худшей трагедии, и это помогает читателю отчасти понять её. Образ дочери Патриции, Аликс, с которой завязываются близкие отношения у Лени, выписан менее удачно: её слова и поступки выглядят нехарактерными для ребёнка и вообще сложными для понимания. Между Лени и самой Пат также образуется своеобразная тонкая связь, когда каждая из них чувствует чудовищный груз вины, лежащей на другой.
В целом персонажи, созданные Уоттсом, целостны и наделены, как и реальные люди, и положительными, и отрицательными качествами, хотя с другой стороны, зачастую в них остаётся мало чисто человеческого, когда поведение контролируется искусственно. Несмотря на большое количество действующих лиц, они индивидуальны, включая даже сущности в Водовороте. Часть критиков, однако, обвиняет автора в том, что герои непоследовательны и непредсказуемы. Они и в самом деле кардинально меняются от одной части трилогии к другой: Лени Кларк становится в «Водовороте» злодеем-протагонистом, а в «Бетагемоте» снова превращается в положительного героя, тогда как Ахилл Дежарден из положительного персонажа в «Водовороте» превращается в последней части в антагониста — такой приём нередко используется в литературе. Между тем, ряд довольно значимых персонажей (Карл Актон, Ив Скэнлон) вводится и выводится из повествования довольно неожиданно и нетипично для литературных канонов.

## Жанровые и художественные особенности

### Стиль
«Рифтеров» можно отнести к жанру твёрдой научной фантастики. Научная составляющая является неотъемлемой частью сюжета. В её основе — передовые (на момент написания) исследования глубоководных экосистем, тектоники плит, происхождения жизни на Земле, нанобактерий, а также «умных гелей» и эффекта Ганцфельда. В каждой книге приводится подтверждающий это список литературы; в первой из них он начинается со слов 

На самом деле вы будете удивлены, насколько много из вышеописанного я не придумал.
Текст насыщен характерным научным и техническим жаргоном, весьма умело используемым Уоттсом, имеющим опыт и образование в этой сфере; с другой стороны, однако, он делает произведение сложным для восприятия неподготовленным читателем.
Тёмная, лишённая надежды параноидальная атмосфера разрушающегося мира, будто чужого и инопланетного, но поданная в довольно реалистичной манере, позволяет причислить трилогию к жанру антиутопии. В ней воплощены, причём в гипертрофированном виде, практически все современные страхи фантастов: деградация окружающей среды, эпидемии, компьютерные вирусы, информационные системы, подавляющие личность, перенаселение, Оруэллианские политические системы. Однако от традиционной научно-фантастической антиутопии, предполагающей некую революцию, уничтожающую привычный миропорядок, эта революция происходит у Уоттса в неконтролируемом человеком микроскопическом, клеточном масштабе, причём одновременно на трёх уровнях: внутри группы людей, на земле и в глобальной компьютерной сети, названной во вселенной Уоттса «Maelstrom», то есть вредоносный неконтролируемый поток.
Антиутопичность мира вкупе с присутствием глобальных корпораций, массового контроля разума, киборгизации (люди подвергаются инженерным модификациям так же рутинно, как техника) и других проявлений технологического прогресса, а также всеобщим упадком, переданным в нуарном стиле, типичны для жанра киберпанк. А химические модификации мозга с целью приспособления людей для определённых профессий и суперкомпьютеры на базе клеток человеческого мозга являются типичными признаками биопанка.

«Обратная реконструкция была очень коварным делом. Без мер предосторожности откорректированные гены могли изменить микрофлору в кишечнике столь же легко, как и ткани самого хозяина, а кишечную палочку из симбионта превратить в рак, стоило лишь перевернуть пару оснований. Особо пронырливые бактерии даже научились подсовывать собственные гены вирусным переносчикам и таким образом проникали в человеческие клетки. Дежарден уже скучал по старым добрым микробам, которые всего‑то питались антибиотиками».
Идея глобальной угрозы жизни на Земле, довольно типичная для стандартного триллера, но передана писателем в оригинальной традиции, сформированной такими авторами как Джордж Оруэлл и Джон Браннер, научно-фантастической истории-предостережения — жанра, концепция которого предполагает целью избежание всеми силами изображаемого им будущего.

### Основные идеи и способы их раскрытия
Темы гордыни, жадности, выживания и любви раскрываются в контексте борьбы как людей с природой, так и людей с людьми. Природа представлена экосистемой рифта и конкретно Бетагемотом, а человеческая жадность и гордыня воплощены в стремлении «Н’АмПасифик» к максимально выгодной добыче энергии. Наряду с «научным высокомерием» оно приводит к глобальной катастрофе. Выживание становится главным лейтмотивом как для Бетагемота, когда он выбирается на сушу вместе с Лени Кларк, так и для неё самой, а также для всего человечества. Любовь же присутствует в довольно искажённом виде, поскольку эмоциональное состояние героини не позволяет ей отличить манипуляцию от настоящей заботы, намёк на которую появляется только в её отношениях с Аликс, которые так и не получают развития, и «Мадонне разрушения» суждено оставаться в одиночестве. Герои и их действия выражают борьбу гнева с отчаянием в попытке изменить существующее положение вещей:

Лучше все разрушить и начать сначала
и таким образом создаётся мрачное параноидальное настроение лишь со слабым проблеском надежды на спасение, ощущение мира, где ничто не постоянно, никому нельзя доверять и земля в любой момент может уйти из-под ног, а именно такой является для многих людей жизнь в современном мире. Каждый вовлечённый в это действо — и виновный, и пострадавший одновременно; и даже читатель чувствует себя сопричастным, осознавая, что сопереживает тем героям, что оказываются ответственными за миллиарды смертей.
Станция «Биб» и убежище сотрудников Корпорации по сути напоминают тюрьму, и в то же время они являются как бы отражением человеческой души, особенно её тёмной стороны. Мерзкие твари обычно удерживаются запертыми, но когда давление жизненных обстоятельств становится невыносимым, происходит взрыв, и они освобождаются из этой тюрьмы. Метафорой этого взрыва служит и проникновение Бетагемота в недружелюбную для него среду, и жажда мести главной героини людям из «Энергосети» за манипуляции с её сознанием. Лени Кларк олицетворяет эту жажду мести, что делает её образ ещё более эмоциональным. Огромные чудовищные, имеющие при этом прозрачные тела обитатели глубины символизируют непредсказуемые жизненные обстоятельства. Слова 

Бездна заставит тебя замолчать
 с которых автор начинает первый роман, «Морские звёзды», возможно, относятся к бессодержательным разговорам, которые принято считать необходимыми для установления межличностных контактов в различных социальных контекстах, и далее разворачивается описание расплаты за эту несерьёзность. Сама бездна является также метафорой человеческого разума. Уоттс пытается показать, насколько тёмными могут быть, скажем, на примере Ахилла Дежардена, самые глубокие и потаённые её уголки.
Во всей серии активно исследуется проблема социальной ответственности и оправданности совершения зла во имя избежания ещё большего зла

Ампутировать часть или потерять целое? Жестко, но бесспорно. Убить десять ради спасения сотни?
— это вопрос, который ставится перед нами, о том, какая цена приемлема во имя сохранения мира, и автор, видимо, подводит нас к необходимости принятия этого тяжёлого решения во имя всеобщего блага:

Вина вине рознь. Пусть у Патриции Роуэн на руках кровь миллионов, но ведь зараженные области сами о себе не позаботятся; тут на каждом шагу требуются ресурсы и решимость. Блокировать карантинную зону; направить подъемники; испепелить. Отчистить, сполоснуть, повторить. Убей миллион, чтобы спасти миллиард, убей десяток, спасая сотню. Возможно даже, убей десять человек, чтобы спасти одиннадцать — принцип тот же, даже если маржа прибыли ниже. Только вся эта механика не работает сама собой, руку приходится все время держать на кнопке. Роуэн, устраивая бойню, никогда не закрывала глаз на цену и брала ответственность на себя.
С этим связан и вопрос о том, что есть совесть (о свободе воли вообще) и имеет ли она сугубо биохимическую природу. До какой степени вообще человеческие качества, чувства и возможность управления ими можно свести к чисто биохимическим процессам? Автор, активно интересующийся нейробиологией, раскрывает эту проблему весьма подробно. Манипуляции рифтера Карла Актона с нейроингибиторами приводят к изменению его личности и появлению экстрасенсорных способностей. Сексуальный садизм Ахилла Дежардена является следствием неправильных нейронных связей, имеющих генетическую или какую-либо физиохимическую природу, а его любовь к своей кошке может быть побочным эффектом биологического вмешательства в его организм. Власти повсеместно используют препараты для контроля разума: массовое сознание контролируется с помощью веществ, распространяемых с пищей в автоматах, которыми вынуждены пользоваться миллионы беженцев, а исполнители распоряжений руководства, в том числе неоднозначных мер по сдерживанию распространения пандемии, поддерживаются в уверенности правильности нужных действий с помощью «Трипа вины» (они неспособны даже задуматься об альтернативных вариантах, то есть тех, за которые они чувствовали бы вину), а «Отпущение грехов» даёт им возможность не испытывать угрызения совести. «Спартак», противовирус, снимающий воздействие «Трипа вины», действует на Дежардена непредсказуемым образом, лишая его даже собственного изначального чувства вины, однако сам он оправдывает себя тем, что это произошло не по его воле. Между тем, примечательно, что с Кеном Лабином этого не происходит. Он знает, что лишён и морали, и способности чувствовать свою вину, но решает «играть по правилам», то есть вести себя так, как если бы у него было и то, и другое. В противоположность им, Лени Кларк наделена настоящей естественной совестью, порождённой искренним раскаянием и желанием скомпенсировать причинённый ею ранее (во второй части трилогии) ущерб. Поведение этих трёх различных персонажей и их взаимодействие составляют сложное моралите и демонстрируют, что всё же невозможно свести человеческое поведение к одним только химическим составляющим, хотя оно и основано на биохимии мозга. 

Кое‑кто из читателей интересуется, различаю ли я личность и нейрохимию… Если вы не принадлежите к пасхальным виталистам, верящим, что личность есть порождение неделимой божественной искры, то не избежите механистического взгляда на природу человека.
 с сожалением отмечает Уоттс в примечаниях к последней части трилогии. Тем не менее, это различие всё же прослеживается довольно явственно. В том, что истинное человеческое сознание не может быть воссоздано искусственно, писатель, таким образом, является сторонником аргументации Сёрла — это более отчётливо выражено в другом романе, «Ложная слепота».
Идея об искусственном сознании раскрывается многосторонне — оно является самостоятельным действующим лицом трилогии, причём скорее отрицательным. «Умные гели», запрограммированные отфильтровывать сложные структуры — «дикую жизнь», отдавая приоритет более простым — нужным сетевым данным, экстраполируют этот принцип на земную биосферу, которая является более сложной структурой, нежели Бетагемот, а значит, менее предпочтительной. В этом процессе развития Водоворота, изображённом в классических традициях киберпанка, можно видеть явные аналогии с эволюцией земной биосферы.
Важнейшей из поднимаемых тем является ответственность перед обществом конкретно науки. Человечество имеет в своём распоряжении всё большую власть над технологиями, в частности, биоинженерными, и её следует использовать осмотрительно и благоразумно, а именно этих критических моментов недостаёт в большинстве областей современного технологического прогресса. К чему это может привести в будущем, если ситуация не изменится, автор и демонстрирует с чудовищной безжалостностью.
Язык повествования изобилует, помимо научной терминологии, всевозможными эпитетами и придуманными самим Уоттсом словами. Например, это описание

На этом самом месте, угнездившемся между слоями волнистой лавы и скрытом от любопытных ушей «Биб», зной проникает сквозь костюм легким ветерком… Остальные ещё не знают об этом месте, и она хочет, чтобы так продолжалось и дальше. Иногда Лени появляется здесь понаблюдать за тем, как конвекционные потоки закручивают грязь ленивыми завитушками. Даже распарывает печати костюма, купая руки и лицо в тридцатиградусной воде. Иногда же она приплывает сюда поспать.
передаёт информацию о Лени, её отношении к другим людям и окружающей её на рифте среде, раскрываясь медленно и последовательно по мере прочтения.
Впечатляет также финальный штурм штаба Ахилла Дежардена, подобного последнему оплоту крепости Изенгард среди разрушенного городского ландшафта.
Насыщенность и красочность авторского стиля, способствующего созданию антиутопичной атмосферы (клаустрофобии океанической глубины и глобальной катастрофы на суше), отмечалась критиками как положительный момент. Однако иные упрекали Уоттса за излишне нелицеприятные сцены сексуального насилия, к которым зачастую сводится сюжетная линия.
Описаний довольно много в первой части, в последней гораздо больше диалогов.
Действие развивается стремительно, хотя его динамика зачастую лишена чёткой направленности, и изложение событий резко перескакивает между местами и сюжетными линиями, что отчасти сбивает читателя, вдобавок, некоторые из них остаются нераскрытыми.
Текст каждого романа трилогии делится на 2 раздела, каждый из которых состоит из глав, в «Морских звёздах» главы далее делятся на части. Их именование напоминает стиль Джона Браннера.

## Премии и награды
Роман «Морские звёзды» был номинирован на мемориальную премию Джона Кэмпбелла (англ. John W. Campbell Memorial Award for Best Science Fiction Novel) в 2000 г. и был особо отмечен жюри, затем выдвигался на канадскую премию «Аврора» (англ. Prix Aurora Awards) в 2000 г. в номинации «Крупная форма на английском языке», на французскую премию «Боб Моран» в 2011 г. в номинации «Переводной роман», наконец, на отечественную «Итоги года» от журнала «Мир Фантастики» в 2012 г. в категории «Книги — Научная фантастика года».
Третья часть, «Бетагемот», заняла 4-е место в номинации «Зарубежный роман года» польской премии Януша Зайделя в 2014 году, а также была номинирована в категории «Книги: Самая долгожданная книга» журналом «Мир Фантастики» по итогам 2015 года.
В целом первая книга была принята критиками и читателями лучше всего, тогда как вторая скорее разочаровала и вызвала больше всего негативных отзывов.